# Friedrich Gustav Jaeger
Friedrich Gustav Jaeger (* 25. September 1895 in Kirchberg an der Jagst; † 21. August 1944 in Berlin-Plötzensee) war Offizier in der Reichswehr und Wehrmacht (zuletzt Oberst) sowie Widerstandskämpfer des 20. Juli 1944.

## Leben
Zu Beginn des Ersten Weltkrieges legte Jaeger das Notabitur ab und trat als Fahnenjunker in das Grenadier-Regiment „Königin Olga“ (1. Württembergisches) Nr. 119 in Stuttgart ein. Während des Krieges wurde er in Flandern, Frankreich und an der Isonzofront eingesetzt, dabei sechsmal verwundet und mehrfach ausgezeichnet.
Am 23. Februar 1918 heiratete er Marie-Elisabeth Schlee. Nach Kriegsende studierte er in Tettnang Agrarwirtschaft, 1919 wurde sein einziger Sohn Krafft Werner Jaeger geboren. Im selben Jahr wurde Jaeger Mitglied der Deutschen Arbeiterpartei, die sich 1920 in Nationalsozialistische Deutsche Arbeiterpartei (NSDAP) umbenannte. Obwohl er ein führendes Mitglied im Münchener Freikorps Oberland war, verweigerte Jaeger 1920 die Teilnahme am Kapp-Putsch und trat aus der NSDAP aus.
In den folgenden Jahren wurde Jaeger ein entschiedener Gegner des Nationalsozialismus. 1934 bemühte er sich um seine Reaktivierung für die Reichswehr, um einer Verwendung als Adjutant des Reichssportführers Hans von Tschammer und Osten zu entgehen, und wurde im Oktober als Hauptmann in das Infanterie-Regiment 29 aufgenommen. 1936 wurde er zum Major befördert.
1938 nahm Jaeger nach der Sudetenkrise am Einmarsch deutscher Truppen in die sudetendeutschen Gebiete der Tschechoslowakei teil, bei Beginn des Zweiten Weltkrieges nahm er am Überfall auf Polen teil. Seit 1939 knüpfte Jaeger Kontakte zu Angehörigen des Widerstands innerhalb der Wehrmacht wie Hans Oster, Friedrich Olbricht und Ludwig Beck. 1940 nahm er dann am „Frankreichfeldzug“ und 1941 am „Russlandfeldzug“ teil.
Nach dem Tod seiner Ehefrau am 17. Februar 1942 sprach Jaeger erstmals mit seinem Sohn über seine Kontakte zum Widerstand und Umsturzpläne. Im Laufe des Jahres wurde er zum Oberst befördert und in der Schlacht um Stalingrad eingesetzt. Dort wurde er verwundet und nach einer Erkrankung an Fleckfieber nach Lublin ausgeflogen.
1943 stimmte Jaeger zögernd den Attentatsplänen auf Adolf Hitler zu. Aus christlicher Überzeugung war er für die Aburteilung Hitlers vor einem Gericht. Nach einer Anzeige wurde sein Sohn verhaftet und des versuchten Verrats und der Verleitung eines Kameraden zum militärischen Ungehorsam angeklagt. Aus Mangel an Beweisen wurde Jaegers Sohn zwar freigelassen, aber zur „Wiederherstellung der Ehre“ an die Front kommandiert.
Am 20. Juli 1944 war Jaeger Kommandeur der Panzerersatztruppen im Wehrkreis II (Stettin) im Wehrkreis XXI (Posen) in Kalisch. Nach dem Attentat erhielt er von Claus Schenk von Stauffenberg den Befehl zur Verhaftung eines SS-Oberführers. Außerdem sollte er Joseph Goebbels festnehmen und den Rundfunksender in der Masurenallee besetzen. Nachdem bekannt worden war, dass Hitler das Attentat überlebt hatte, verweigerten die Jaeger unterstellten Soldaten jedoch den Befehl. Jaeger selbst wurde im Laufe des 20. Juli von der Gestapo verhaftet. Sein Sohn wurde ebenfalls verhaftet und aus einem italienischen Lazarett in ein Gestapo-Gefängnis nach Berlin gebracht. Am 21. August wurde Friedrich Gustav Jaeger vom „Volksgerichtshof“ wegen Hochverrats zum Tod verurteilt und noch am selben Tag in Plötzensee erhängt.
Krafft Werner Jaeger wurde 1945 in das Konzentrationslager Sachsenhausen gebracht, überlebte aber.

## Auszeichnungen
- Eisernes Kreuz (1914) II. und I. Klasse
- Verwundetenabzeichen (1918) in Gold
- Württembergische Tapferkeitsmedaille in Gold am 30. August 1915
- Spange zum Eisernen Kreuz II. und I. Klasse
- Ritterkreuz des Eisernen Kreuzes am 26. Mai 1940[1]